# Adarrus sobrinus
Adarrus sobrinus är en insektsart som beskrevs av Delong och Sleesman 1929. Adarrus sobrinus ingår i släktet Adarrus och familjen dvärgstritar. Inga underarter finns listade i Catalogue of Life.